# Herminia martha
Herminia martha là một loài bướm đêm trong họ Noctuidae.